# Бенедеттини, Элиа
Элиа Бенедеттини (итал. Elia Benedettini; род. 22 июня 1995 года, Борго-Маджоре, Сан-Марино) — сан-маринский футболист, вратарь клуба «Кайлунго» и сборной Сан-Марино.

## Карьера
Начинал свою карьеру в низших итальянских лигах. В 2013/14 гг. Бенедеттини занимался в системе «Чезена», но за основной состав клуба не выступал. Затем он отправился в «Пьянезе», игравший в Серии D.
В 2016 году голкипер заключил контракт с «Новарой». В её составе санмаринец провел пять матчей в Серии B.

## Сборная
Элиа Бенедеттини выступал за юношеские и молодёжную сборную страны. За главную национальную команду он дебютировал 27 июня 2015 года в матче отборочного этапа Чемпионата Европы 2016 года против сборной Словении в Любляне. Поединок завершился поражением санмаринцев со счетом 0:6. С тех пор вратарь регулярно стал проводить игры в футболке сборной.
8 июня 2019 года в игре против России Элиа пропустил девять безответных мячей, однако отразил пенальти в исполнении Артёма Дзюбы на 76-й минуте.

## Семья
Дядя — Пьерлуиджи Бенедеттини, в прошлом футболист, выступавший за сборную Сан-Марино на позиции вратаря. Двоюродный брат — Симоне Бенедеттини, также играет на позиции вратаря и также защищает цвета сборной Сан-Марино.
Супруга — Магдалена Лольиши (итал. Magdalena Loglisci), дочь — Деа (родилась 18 сентября 2020 года).